# Rubén Paz
Artikeln följer den spanska namnseden; faderns efternamn är Paz och moderns efternamn Márquez.
Rubén Wálter Paz Márquez, född 8 augusti 1959 i Artigas, är en uruguayansk före detta fotbollsspelare, aktiv under 1970-, 1980- och 1990-talet.
Paz debuterade i Uruguays herrlandslag i fotboll den 16 september 1979.